# Psilopa nilotica
Psilopa nilotica är en tvåvingeart som först beskrevs av Becker 1903.  Psilopa nilotica ingår i släktet Psilopa och familjen vattenflugor. Inga underarter finns listade i Catalogue of Life.